# Аржансон, Рене Луи д’
Рене́ Луи́ де Войе́ де Польми́, 2-й маркиз д’Аржансо́н (англ. René Louis de Voyer de Paulmy d'Argenson; 18 октября 1694, Париж — 26 января 1757) — французский государственный деятель, старший сын Марка Рене д’Аржансона, первого из маркизов д’Аржансон. На его книги ссылается Жан-Жак Руссо в своей знаменитой работе «Общественный договор».
Его сын Марк Антуан Рене д’Аржансон стал известен как писатель и составитель Арсенальной библиотеки (фр. Bibliothèque de l'Arsenal).

## Карьера
С 1720—1724 годах был интендантом в графства Геннегау, в 1744 году назначен министром иностранных дел Франции, но был вынужден оставить этот пост в 1747 года вследствие происков испанского двора. С тех пор посвятил себя исключительно занятиям науками, был назначен президентом Академии надписей и изящной словесности и находился в дружеских отношениях со многими философами своего времени. Среди друзей были Вольтер и энциклопедисты. Умер 26 января 1757 года.
Маркиз был владельцем шато Ревейон.

## Творчество
- Его философско-политические идеи изложены в сочинении «Considérations sur le gouvernement de la France» (Амстердам, 1764 г., Париж, 1784 и 1787), в котором он рассматривает вопрос о значении демократии и экономической свободы в государстве, вследствие чего это сочинение может считаться предвестником философско-политической литературы, возникшей в конце XVIII столетия.
- Издания очерка «Essais, dans le goût de ceux de Montaigne, ou loisirs d’un ministre d’Etat» (Амстердам, 1785 года; 2 т., Париж, 1787) заключают, между прочим, его автобиографические воспоминания.
- Полное собрание его сочинений издано Ратери под заглавием «Journal et mémoires» («Дневник и мемуары», 9 т., Париж, 1860-67).